# Soupe de sésame noir
La soupe de sésame noir (芝麻糊, zhīmáhú) est un dessert très répandu en Chine ; il est généralement servi chaud.
Dans la cuisine cantonaise, c'est un tong sui réalisé à partir de graines de sésame noir concassées sous forme de farine bouillie dans de l'eau avec du sucre en poudre. Il se présente sous l'aspect d'une soupe épaisse noire. Elle peut être agrémentée de tāngyuán à l'occasion. La préparation inclut parfois du riz ou du riz gluant pour épaissir la soupe et la rendre plus rassasiante.